# Свеприсутност
Свеприсутност је у јудео-хришћанској традицији ознака Бога, који је истовремено присутан у свим стварима.